# 1451 az irodalomban
Az 1451. év az irodalomban.

## Halálozások
- 1451 körül – John Lydgate angol szerzetes, költő, műfordító, (* 1370 körül)